# Ștefan Uroș al V-lea al Serbiei
Ștefan Uroș al V-lea al Serbiei (sârbă: Свети Стефан Урош V; n. 1336 – d. 4 decembrie 1371), cunoscut de asemenea ca Ștefan Uroș cel Slab (Nejaki), a fost al doilea țar al Țaratului Sârb (1346–1355), fiind co-regent al tatălui său Ștefan Uroș al IV-lea Dușan Silni („cel Puternic”) și țar (1355–1371).

## Ascensiunea
Ștefan Uroș al V-lea a fost singurul fiu al lui Ștefan Uroș al IV-lea Dușan cu Elena a Bulgariei, sora lui Ivan Alexandru al Bulgariei. A fost încoronat ca rege, în calitate de co-conducător, dar după ce Dușan a murit a fost el însuși încoronat împărat în 1346. Deși până în momentul succesiunii sale ca domnitor unic și împărat în 1355 Ștefan Uroș al V-lea nu mai era minor, a rămas în mare măsură dependent de mama sa sau diferiți membri ai curții.

## Domnia

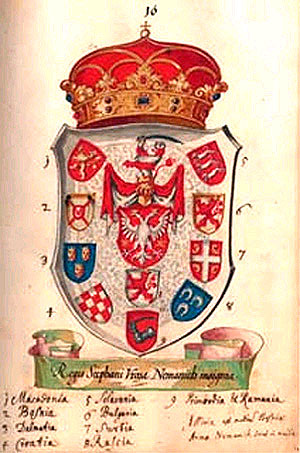
Blazonul teritoriilor sârbești în timpul lui Ștefan Uroș al V-lea.

Incompetent pentru a susține marele imperiu creat de tatăl său, Uroș nu a putut respinge atacurile dușmanilor străini. Țaratul Sârb a lui Dușan s-a fragmentat într-un conglomerat de principate, dintre care unele nu au recunoscut nici nominal domnia sa. Prima provocare majoră pentru Ștefan Uroș a fost reprezentată de către unchiul său, Simeon Uroș Paleologul, care a încercat să ocupe tronul în 1356. Învins, Simeon Uroș s-a retras în Tesalia și Epir, unde a continuat să păstreze titlul de Imperator Raxie et Romanie, dispotus Larte et Blahie comes..
Poziția lui Ștefan Uroș nu a fost ajutată nici de mama sa Elena, care a început să conducă autonom la Serres, în alianță cu Jovan Uglješa. O poziție asemănătoare de autonomie a fost asumată de către familiile Dejanovic, Balșić, Nikola Altomanović și fratele lui Uglješa, Vukašin Mrnjavčević. În 1365, acesta din urmă s-a asociat la tron ca rege a lui Ștefan Uroș. La sfârșitul domniei sale numai terenurile de sub controlul direct al lui Ștefan Uroș au fost cele dintre munții Șar și Dunăre.

## Moartea

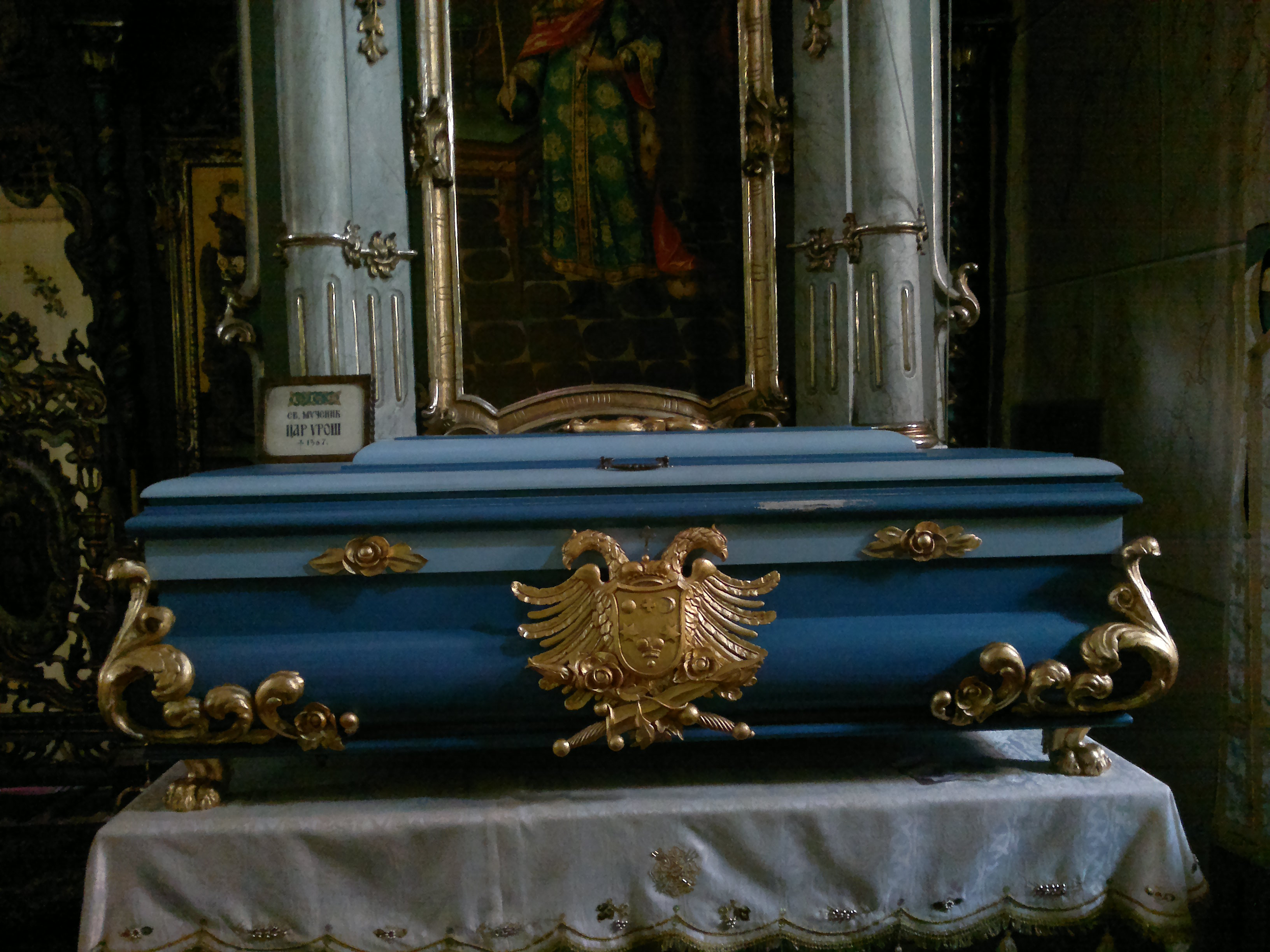
Relicvele Sfântului Ştefan Uroş al V-lea din Mănăstirea Jazak.

Ștefan Uroș al V-lea a murit fără copii, în decembrie 1371, după ce o mare parte din nobilimea sârbă a fost distrusă de turci în bătălia de la Marița la începutul acelui an. Cauza exactă a morții sale, la o vârstă relativ tânără rămâne necunoscută. Fiul lui Vukașin, prințul Marko, a moștenit titlul regal de tatăl său, dar puterea reală în nordul Serbiei, se găsea în mâinile lui Lazăr al Serbiei. Acesta din urmă nu și-a asumat titlurile imperiale sau regale (asociat cu dinastia Nemanja), iar în 1377 a fost acceptat de regele Tvrtko I al Bosniei (un nepot matern a lui Ștefan Dragutin) ca rege titular al Serbiei. Serbia a devenit un vasal al turcilor în 1390, dar a rămas condusă efectiv de familie Lazarević și apoi de către succesorii lor Brankovic până la bătălia de la Smederevo din 1459.

## Moștenirea
În umbra marilor cuceriri ale tatălui său, împăratul Ștefan Uroș al V-lea a devenit o victimă al noilor nobili din Serbia îmbogățită de războiul recent și jafuri. Menținerea instrumentelor de ordine a fost imposibilă din cauza infrastructurii slabe sau inexistente între teritoriile vechi și cele noi. Modestia excepțională și toleranță acestui conducător a fost principalul motiv pentru care a fost numit „slab”, și, de asemenea, motivul pentru care a fost canonizat peste 211 de ani de la moartea sa.
Ștefan Uroș al V-lea a fost canonizat de Biserica Ortodoxă Sârbă. Trupul său este păstrat la Mănăstirea Jazak de pe muntele Fruška Gora.

## Legături externe
- Vladimir Ćorović : Istoria sârbilor Arhivat în 2 noiembrie 2013, la Wayback Machine.